# Хедлунд, Лина
Лина Мария Хедлунд (швед. Lina Maria Hedlund, родилась 28 марта 1978 в Болльнесе) — шведская певица, член трио Alcazar.

## Биография

### Музыкальная карьера
Лина несколько раз участвовала в конкурсе Мелодифестивален — национальном отборе Швеции на Евровидение. Она дебютировала на Мелодифестивален 2002 со своей сестрой Ханной Хедлунд, исполнив песню «Big Time Party» и заняв 9-е место в финале. В 2003 году она выступала уже сольно с песней «Nothing Can Stop Me», которая попала в раунд второго шанса, но не вышла в финал. В том же году Лина выпускает сингл «Lady Bump».
В 2007 году Лина стала членом группы Alcazar, дав первый концерт в Лондоне. В группе также пели Тесс Меркель и Андреас Лундстедт. Группа выступала в обновлённом составе на Melodifestivalen 2009 с песней «Stay the Night», попав в финал и заняв там 5-е место. В 2010 году группа дошла до раунда второго шанса с песней «Headlines», в 2014 году с песней «Blame It on the Disco» выходит прямо в финал и там занимает 3-е место.
В 2014 году вся группа Alcazar оглашала результаты голосования Швеции на Евровидении-2014. 22 мая 2015 Лина как член шведского жюри участвовала в голосовании жюри на Евровидении в Вене. Официальные оценки шведского жюри были объявлены на следующий день после финала конкурса.

### Кино, театр и телевидение
В 2005 году Лина играла в мюзикле «Солнце, воздух и вода» (швед. Sol, vind och vatten) Теда Гердестада в Китайском театре. В 2011 году стала ведущей музыкального шоу «Copycat Singers» на телеканале TV3, а также стала обзорщицей видеоклипов на сайте digitallive.eu. Также Лина известна как актриса озвучивания: она озвучивала ряд персонажей в шведском дубляже полнометражных мультфильмов.

### Личная жизнь
Замужем за музыкантом и телеведущим Нассимом аль-Факиром. 20 марта 2012 родила сына Тило. 6 октября 2016 родила сына Эйде.

## Дискография
- 2002 – Big Time Party (с Ханной Хедлунд)
- 2003 – Lady Bump
- 2003 – Nothing Can Stop Me

## Фильмография

### Роли
- 2003 — Где Златан?[швед.] — Тина Юнгберг
- 2006—2010 — Йонсон и Пипен[швед.] — Анастасия (2 сезон), правитель (4 сезон)

### Озвучивание
- 2008 — Звёздные войны: Войны клонов — Асажж Вентресс, TC-70
- 2009 — Феи: Потерянное сокровище — исполнительница песен
- 2009 — Элвин и бурундуки 2 — Британи Миллер, Джули Ортега
- 2010 — Феи: Волшебное спасение — рассказчица и исполнительница песен
- 2010 — Дружба — это чудо — Сумеречная Искорка
- 2010 — Мармадюк (фильм) — Мэйзи
- 2011 — Элвин и бурундуки 3D — Британи Миллер
- 2011 — Кот в сапогах — Киса Мягколапка
- 2013 — Смурфики 2 — Смурфетта